# 2022年のオーストラリアグランプリ (ロードレース)
2022年のオーストラリアグランプリ(2022 Australian motorcycle Grand Prix、正式名称:Animoca Brands Australian Motorcycle Grand Prix)は、ロードレース世界選手権の2022年シーズン第18戦として、10月16日にオーストラリアのフィリップ・アイランド・サーキットで3年ぶりに開催されたイベントである。